# ساکیکو ایکدا
ساکیکو ایکدا (انگلیسی: Sakiko Ikeda؛ زادهٔ ۸ سپتامبر ۱۹۹۲) بازیکن فوتبال اهل ژاپن است که در تیم‌های ملی فوتبال زیر ۱۷ سال زنان ژاپن، زیر ۲۰ سال زنان ژاپن، و زنان ژاپن بازی کرده‌است.